# Ärgguldstekel
Ärgguldstekel (Hedychridium ardens) är en stekelart som först beskrevs av Coquebert 1801.  Arten ingår i släktet sandguldsteklar (Hedychridium), och familjen guldsteklar. Arten är reproducerande i Sverige.